# Eonavščina
Eonavščina ali galicijska asturščina je romanski jezik v Španiji, ki ga govorijo v Zahodni Asturiji. Pravzaprav je prehodno narečje med galicijščino in asturleonščino, kar je potrdila tudi Asturijska jezikovna akademija, ki je inštitut za standardizacijo asturščine. Poteka pač spor v pokrajinskih političnih krogih o uvrstitvi eonavščine, tudi med tistimi, želijo standardizirati eonavščino in doseči, da bo priznana kot jezik: prvi želijo, da naj dobi večjo veljavo portugalsko-galicijska smer, medtem ko drugi želijo eonavščino približati asturščini.

## Poimenovanje
Zakon 1/1998 v avtonomni skupnosti Asturiji imenuje jezik kot galego-asturiano (galicijska asturščina) ali fala (to ni enaka falščini, ki jo govorijo v Estremaduri). Drugo poimenovanje je Galego de Asturias (galicijski jezik Asturije). Ime eonaviego je uporabil prvič jezikoslovec Xavier Frías Conde, ki ga je sprejela tudi Asturijska jezikovna akademija. To je zloženka na podlagi tiste pokrajine, ki je med rekama Eo in Navia v Zahodni Asturiji, ob meji Galicije, kjer se govori eonavščina.

## Značilosti
Eonavsko glasoslovje je najbolj podobno galicijskemu, zato je uvrstil španski jezikoslovec Ramón Menéndez Pidal eonavščino v skupino galicijsko-portugalskih narečij. Edina razlika od galicijščine, da se ne razlikujejo samoglasniški pari med zaprtimi in odprtimi -e- in -o-.
Do 19. stoletja so bili prisotni v eonavščini t. i. nazalni samoglasniki, ki so danes povsem izginili ali so dokaj redki.
Nenaglašeni samoglasniki se spremenijo v položaju asimilacije soglasnikov in samoglasnikov, ko je ta položaj popolnoma enklitičen.
Eonavščina ima veliko dvoglasnikov, hkrati pa manjkajo nazalni dvoglasniki, ki jih lahko zasledimo v asturleonščini ali galicijščini.
V metafonični konotaciji močnejših glagolskih oblik je eonavščina konzervativnejša od galicijščine, ker je spregatev odvisna od izgube razlik med odprtimi in zaprtimi samoglasniki, medtem ko je spregatev v galicijščini odvisna od izvirnih vokalizmov.

## Zgodovina
V 13. in 14. stoletju so nastali različni dokumenti v opatijah, v katerih že lahko zasledimo eonavske jezikovne elemente. Prav tako v pesnitvi dvorljivca Fernana Soaresa de Quiñonesa, ki je pisal v stari galicijščini. Kastiljščina se je začela razširiti od leta 1511, zato do 19. stoletja ni nobenih dokumentov v eonavskem jeziku.
V delih galicijskih pisateljev in pesnikov v 19. in 20. stoletju so bili prisotni eonavski elementi. Po španski državljanski vojni, v Francovi diktaturi so porinili galicijski jezik v ozadje. Od 70. let 20. stoletja so lokalni avtorji kot Damaso Alonso, Manuel Garcia Sanchez ali Manolo Galano začeli oživiti pokrajinski jezik in identiteto v pokrajini med rekama Eo in Navia. Ti avtorji so objavili knjige in prispevke v revijah, ki so bili napisani popolnoma v eonavščini. Leta 1996 so ustanovili revijo Entrambasauguas, ki jo izdaje Jezikoslovni oddelek Eo Navia. V lokalnih gledališčih predstavijo že od 20. let 20. stoletja gledališke igre v eonavskem jeziku.

## Položaj
V Galiciji in Asturiji enako delujejo društva za ohranitev in negovanje eanovskega jezika, ki so pač razdeljena. Zakon 1/1998 velja tudi za zaščito in širjenje eanovščine, kljub temu je njena raba majhna. So poskusi za izoblikovanje normativnega pravopisa, vendar društva v Galiciji uporabijo pisavo, ki je podobna (enaka) galicijskemu pravopisu, medtem ko v Asturiji uporabijo standardno astursko pisavo Asturijske jezikovne akademije.